# ایئر
شهر ایئر (به فرانسوی: Hyères) در شهرستان ور در ناحیه پروانس آلپ-کوت دازور با جمعیت ۵۵٬۰۰۷ نفر در کشور فرانسه واقع شده‌است